# Tüntül
Tüntül è un comune dell'Azerbaigian situato nel distretto di Qəbələ. Conta una popolazione di 2 500 abitanti.